# 상지대학교
상지대학교(尙志大學校, Sangji University)는 강원특별자치도 원주시에 위치한 사립 종합대학이다.
1955년 설립된 관서대의숙이 모태로, 동일 법인의 전문대학인 상지영서대학교와 2020년에 통합하여 현재에 이르고 있다. 국문 약칭으로 상지대(尙志大), 영문 약칭으로 SJU/SANGJI 등을 사용하고 있다. 설립 초기, 야간대학이었지만, 1989년 종합대학으로 승격되며 규모가 커져 9개 단과대학, 43개 학부 전공, 일반대학원과 4개의 특수대학원으로 구성된다.
학군단으로는 제 156 학군단(부대)이 유치되어 있으며, 강원권 유일의 한의과대학병원인 상지대학교 부설한방병원가 대학 부설기관으로 있다.

## 연혁
원홍묵 등을 중심으로 원주시에 조직된 대학설립 기성회가 1955년 6월 10일, 관서대의숙을 설립한다. 1960년 8월, 홍익대학 야간대학으로 개편되었다. 1963년 1월에 홍익미술대학과 관계를 청산하고 설립한 재단법인 청암학원에 의하여 야간대학 원주대학으로 개편된다. 돌연 1972년 12월, 원주대학의 신입생 모집이 중지되었으며, 1976년 2월 폐교되었다. 1974년 3월, 관선 이사 김문기에 의하여 상지대학으로 개편되었다. 1989년 11월, 종합대학으로 승격되며 교명을 상지대학교로 변경하였다.
2019년 1월, 동일 법인 전문대학 상지영서대학교와의 통합이 확정되었으며, 2020년 3월에 통합하여 현재에 이르고 있다.

## 교육편제

### 학부
상지대학교의 학부 과정으로는 한의과대학, 보건의료대학, 미래인재대학, 경상대학, 생명환경대학, 공학대학, 예술체육대학, 미래라이프대학 등 8개 단과대학 아래 3학부, 34학과, 7전공이 설치되어 있다. 한편, FIND칼리지라는 자유전공학부를 설치하고 있다.

### 대학원
상지대학교의 대학원 과정은 5개 대학원으로 구성되며 일반 1개원, 특수 4개원으로 구성한다. 일반대학원의 경우 석사 31과정, 박사 20과정을 제공하고 있다.
특수대학원으로 교육대학원, 사회복지정책대학원, 사회융합대학원, 평화안보·상담심리대학원 4개원을 설치하고 있다.

## 교육 방침상의 특징

### 교육목적
상지대학교의 교육은 민주주의에 기초한 시민교육을 통해 건강한 민주시민을 육성하고,
환경(생태)주의 교육을 통해 미래사회의 변화와 사회의 지속가능한 발전에 공헌할 수 있는 창의적인 인재를 양성하는 것을 목적으로 한다.— 상지대학교: 교육목적

## 캠퍼스 풍경
상지대학교는 강원특별자치도의 사립 대학으로, 우산동에 그 캠퍼스가 소재한다. 캠퍼스 동측으로 상지대길, 우산초교길이 접하며, 북측으로 유원길을 통해 접근이 가능하다. 캠퍼스 내에 약 34동의 건축물이 위치하고 있다.

### 대학병원 및 기타 대학 시설
상지대학교는 한의과대학을 교수하며 그 수련의 목적으로 강원특별자치도 원주시 캠퍼스 내에 1992년부터 부속한방병원을 설립하여 운영하고 있다. 대한민국 강원권 유일의 대학한의학병원이다.

## 같이 보기
- 대한민국의 교육